# Миссиа, Якоб
Якоб Миссиа (словен. Jakob Missia; 30 июня 1838, Лютомер, Австро-Венгрия — 23 марта 1902, Гориция, Австро-Венгрия) — австро-венгерский кардинал словенского происхождения. Философ, богослов. Епископ Любляны с 14 июня 1884 по 24 марта 1898. Архиепископ Гориции и Градиски с 24 марта 1898 по 23 марта 1902. Кардинал-священник с 19 июня 1899, с титулом церкви Санто-Стефано-аль-Монте-Челио с 22 июня 1899.

## Биография
После получения богословского образования Якоб Миссиа был рукоположён в священника и был назначен канцлером епархии Грац-Зеккау.
14 июня 1884 года Римский папа Лев XIII назначил Якоба Миссиа епископом Любляны. 7 декабря 1884 года состоялось рукоположение Якоба Миссиа в епископа. 29 — 31 августа 1892 года в Любляне под его патронажем прошёл I Словенский католический съезд. 24 марта 1898 года Святой Престол назначил его архиепископом Гориции и Градишки. Во время своего правления построил собор Святейшего Сердца Иисуса в Гориции. В 1900 году построил архиепископскую резиденцию.
19 июня 1899 года был выбран кардиналом. Участвовал в консистории 1899 года.
Скончался Миссиа 23 марта 1902 года от сердечного приступа и был похоронен в часовне святого Михаила Архангела в санктуарии Монте-Санто.